# Flughafen Comiso

i7
i11
i13
Der Flughafen Comiso (IATA-Code: CIY, ICAO-Code: LICB) ist ein ehemaliger Militärflugplatz bei Comiso im Südosten Siziliens, rund 95 Kilometer südwestlich von Catania.
Der Flughafen wurde ab 2004 zu einem zivilen Flughafen umgebaut. Die Eröffnung, die aus verschiedenen Gründen mehrmals verschoben wurde, erfolgte am 30. Mai 2013. Der Flughafen wird von der Allgemeinen Luftfahrt sowie von kommerziellen Fluggesellschaften genutzt.

## Geschichte
Der Militärflugplatz Vincenzo Magliocco wurde von 1937 bis 1939 unter der faschistischen Regierung errichtet. Im Zweiten Weltkrieg wurde er von der deutschen Luftwaffe genutzt, insbesondere für Kampfeinsätze im zentralen Mittelmeerraum wie die Schlacht um Malta und für Transportflüge nach Nordafrika. Im Juli 1943 wurde der Flugplatz kurz vor der Landung der Alliierten auf Sizilien (Operation Husky) durch Bombardements zerstört und von US-Truppen eingenommen. Die USA setzten den Stützpunkt wieder instand und nutzen diesen bis 1945.
Nach dem Zweiten Weltkrieg übernahm Italien wieder die Kontrolle und erweiterte den Flugplatz. Von 1965 bis 1973 diente er als vorgeschobener Stützpunkt eines Seeaufklärungsgeschwaders der italienischen Luftwaffe. Zwischen 1954 und 1972 wurde der Flughafen auch kommerziell genutzt, insbesondere von der Fluggesellschaft ATI.
Ab dem 24. März 1982 übernahm die US Air Force den Flugplatz als Comiso Air Base. Im Rahmen des NATO-Doppelbeschlusses wurden dort 112 Marschflugkörper des Typs BGM-109 Tomahawk mit atomaren Gefechtsköpfen stationiert, die der 487th Tactical Missile Wing unterstanden. Nach der Auflösung des Warschauer Pakts wurden die Marschflugkörper 1991 abgezogen und die militärische Nutzung auf ein Minimum reduziert. Im Jahr 1999 wurden auf dem Stützpunkt Flüchtlinge aus dem Kosovo untergebracht.
Im Jahr 2002 beschloss man den Umbau zu einem Verkehrsflughafen, der zur Entwicklung des Tourismus in der Region beitragen soll. Das Vorhaben war nicht unumstritten, da der internationale Flughafen Catania in nur 90 Kilometer Entfernung liegt. Andererseits ist wegen der Ausbrüche des Vulkans Ätna und der Behinderung des Flugverkehrs durch Aschewolken auf die Rolle des Ausweichflugplatzes hingewiesen worden, die Comiso für Catania übernehmen kann. Die Arbeiten begannen 2004 und wurden im Winter 2008 abgeschlossen. Die erstmalige Einweihung erfolgte am 30. April 2007 durch den damaligen italienischen Außenminister Massimo D’Alema. Bis auf das bei dieser Gelegenheit auf dem umgebauten Flughafen gelandete Flugzeug fand im weiteren Verlauf mehrere Jahre lang kein Flugverkehr statt, unter anderem weil die Flugsicherung ohne finanzielle Garantien keine Fluglotsen entsenden wollte. Mangels Nutzung mussten Teile der Infrastruktur nochmals erneuert und der Zulassungsprozess erneut durchgeführt werden. Zu Verzögerungen kam es auch, weil die Regierung in Rom an der Rentabilität des Flughafenprojektes zweifelte. Dank des Einsatzes der umliegenden Gemeinden, der Autonomen Region Sizilien und der Regierung Monti konnte Ende Mai 2013 der Flugverkehr in Comiso schließlich aufgenommen werden. Am 7. Juni 2014 wurde der Flughafen nach dem 1982 von der Mafia ermordeten sizilianischen Politiker Pio La Torre benannt.

## Lage und Infrastruktur
Der Flughafen liegt rund fünf Kilometer nördlich von Comiso an der Landstraße SP 5. Im Nordwesten des Flughafengeländes befinden sich das Passagierterminal und der Vorfeldbereich für den kommerziellen Flugverkehr. Südöstlich der rund 2500 Meter langen Start- und Landebahn 05/23 sind noch etliche militärische Anlagen vorhanden, darunter die Bunker zur Lagerung von Atomwaffen.

## Fluggesellschaften und Ziele
Der Flughafen wird (Stand April 2025) von sechs Fluggesellschaften angeflogen:
- Aeroitalia fliegt ganzjährig nach Mailand-Bergamo, Rom-Fiumicino und Parma.
- Neos fliegt sommersaisonal nach Mailand-Malpensa und Verona.
- Smartwings fliegt sommersaisonal nach Prag.
- Transavia fliegt sommersaisonal nach Paris-Orly.
- Volotea fliegt sommersaisonal nach Lille.
- Wizz Air fliegt saisonal nach Tirana.

## Bilder

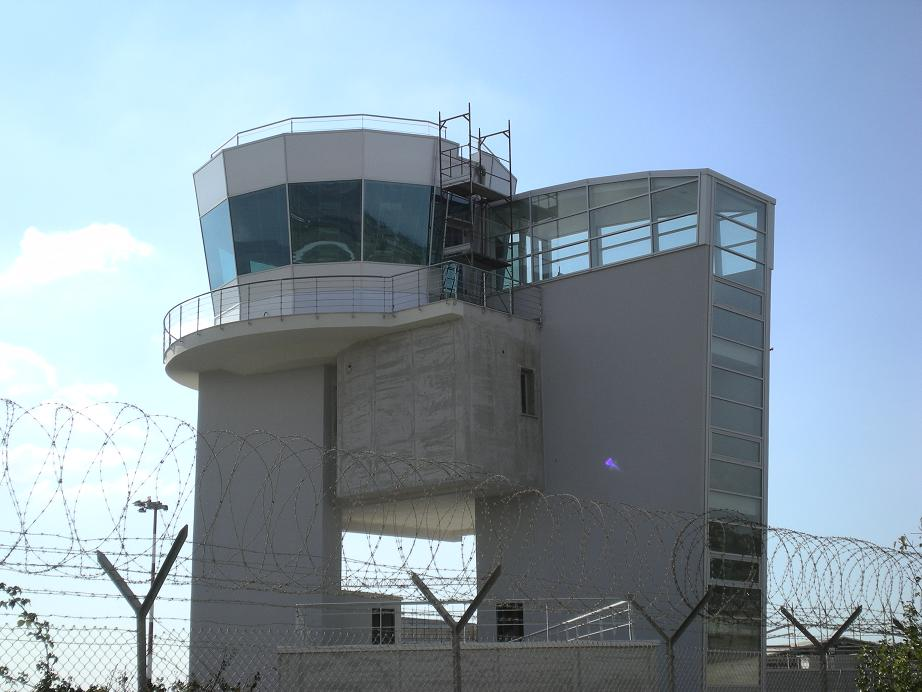
Tower des Flughafens
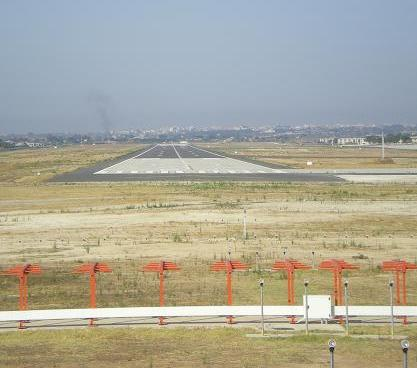
Blick auf die Piste
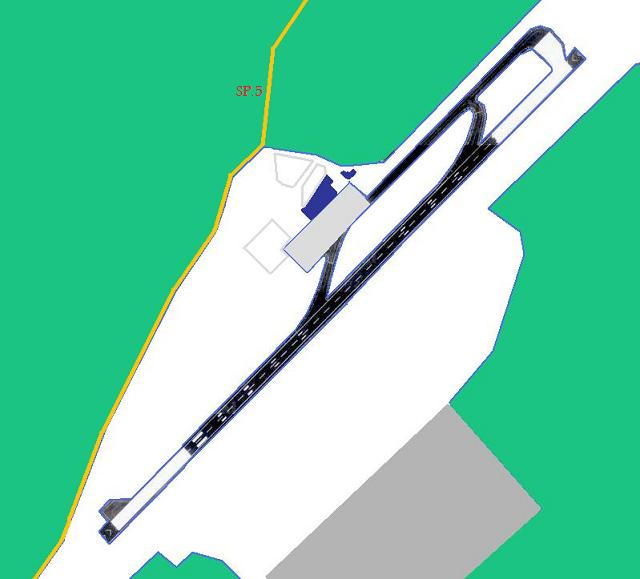
Plan des Flughafens
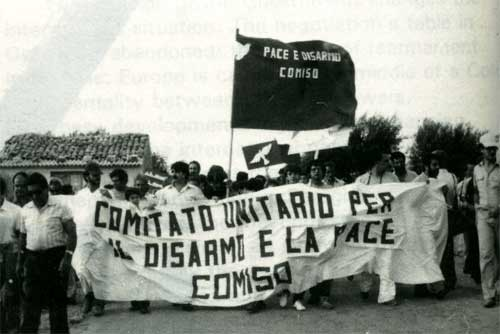
Demonstration gegen Atomwaffen in Comiso in den 1980er Jahren